# Marie Braakensiek
Marie Antoinette Braakensiek (Amsterdam, 20 augustus 1887 – Den Haag, 2 september 1942), was een Nederlands toneelactrice. Ze was de moeder van actrice Wiesje Bouwmeester.

## Biografie
Braakensiek werd geboren in Amsterdam als dochter van Willem Albert Braakensiek en Wilhelmina Margaretha Leeuwendaal. Zusters Greta Lobo-Braakensiek en Mien Braakensiek en broer Karel (Charles) Braakensiek waren ook betrokken bij het toneel.
Braakensiek betrad reeds op jonge leeftijd het toneel. Haar professionele carrière kreeg vorm onder leiding van Louis Bouwmeester, met wie zij meerdere tournees door Nederlands-Indië maakte. Na haar jaren in Indië bleef zij actief in het Nederlandse toneelleven, onder meer bij het gezelschap van haar broer en bij Herman Bouber.
Ze had enkele jaren een relatie met Louis Bouwmeester, waaruit dochter Wiesje werd geboren. Van 1916 tot 1923 was ze getrouwd met de acteur Emile Timrott, met wie ze een dochter kreeg. 
De laatste acht jaar van haar carrière was zij verbonden aan het gezelschap De Vereenigde Haagsche Spelers van Pierre Balledux. Ze was door ziekte genoodzaakt om haar toneelcarrière neer te leggen. Ze overleed in september 1942, na een ziekbed van vier maanden. Ze werd begraven op de Algemene begraafplaats in Den Haag.